# Whitney Houston : Destin brisé
Pour les articles homonymes, voir Whitney.
Pour plus de détails, voir Fiche technique et Distribution.
Whitney Houston : Destin brisé (Whitney) est un téléfilm biographique américain réalisé par Angela Bassett, diffusé en 2015 sur Lifetime. Il s'agit d'un portait de la chanteuse américaine Whitney Houston (1963-2012).

## Synopsis
La carrière de Whitney Houston brille avec succès, jusqu'à ce qu'elle rencontre Bobby Brown avec qui elle se marie et qu'elle descende en enfer.

## Fiche technique
- Titre original : Whitney
- Titre provisoire : I Will Always Love You: The Whitney Houston Story
- Titre français : Whitney Houston : Destin brisé
- Réalisation : Angela Bassett
- Scénario : Shem Bitterman
- Musique : Travon Potts
- Direction artistique : Warren Alan Young
- Décors : Susan Bolles
- Costumes : Mona May
- Photographie : Anastas N. Michos
- Montage : Richard Comeau
- Production : Kyle A. Clark et Lina Wong
- Société de production : Silver Screen Pictures
- Société de distribution : Lifetime Television
- Pays d'origine :  États-Unis
- Langue originale : anglais
- Format : couleur
- Genre : biographie
- Durée : 88 minutes
- Dates de sortie :
  - États-Unis : 17 janvier 2015 sur Lifetime[1]
  - France : 18 août 2015 sur TF1

## Distribution
- Yaya DaCosta (VF : Marie-Eugénie Maréchal) : Whitney Houston
- Arlen Escarpeta (VF : Mike Fédée) : Bobby Brown
- Yolonda Ross (en) (VF : Anne Dolan) : Robbyn Crawford
- Suzzanne Douglas (en) (VF : Isabelle Leprince) : Cissy Houston
- Mark Rolston (VF : Emmanuel Jacomy) : Clive Davis
- Hampton Fluker (VF : Ludo Baujin) : Steve
- Wesley Jonathan (VF : Xavier Thiam) : Babyface
- Saundra McClain : Tante Bae
- Noree Victoria : Sheryl
- Kevontay Jackson : Gangbanger
- James A. Watson Jr : John Houston
- Tongayi Chirisa : Gary Houston
- Cornelius Smith Jr. (en) : Michael Houston
- Natalie Woodard : Biarritz Sexy Bartender
- Reign Morton : Eddie Murphy

## Production

### Tournage
Le tournage a lieu à Los Angeles et Santa Clarita en Californie.

### Musique
Toutes chansons du film sont interprétées par la chanteuse canadienne Deborah Cox, faute de droits et d'accord avec la famille Houston opposée à ce projet.

## Accueil

### Diffusions
Whitney est diffusé pour la première fois le 17 janvier 2015 sur la chaîne de télévision Lifetime, avec 4,531 millions de téléspectateurs.
Quant à la France, il est diffusé le 18 août 2015 sur TF1 sous le titre Whitney Houston : Destin brisé et attiré 938 000 téléspectateurs, soit 14,2 % de part de marché.

## Distinctions

### Récompense
- Hollywood Makeup Artist and Hair Stylist Guild Awards 2016 : meilleure coiffure pour Emanuel Millar et Rhonda O'Neal

### Nominations
- Imagen Foundation Awards 2015 : meilleur programme en prime-time
- Black Reel Awards 2016 :
  - Meilleure actrice pour Yaya DaCosta
  - Meilleure réalisatrice pour Angela Bassett
- Directors Guild of America 2016 : prix pour la carrière à la télévision pour Angela Bassett
- Hollywood Makeup Artist and Hair Stylist Guild Awards 2016 : meilleur maquillage pour Marietta Carter-Narcisse et Noreen Wilkie
- NAACP Image Awards 2016 : meilleur scénario pour Shem Bitterman